# برخورد (فیلم ۲۰۰۹)
«برخورد» (انگلیسی: Collision (2009 film)) یک فیلم است که در سال ۲۰۰۹ منتشر شد. از بازیگران آن می‌توان به کریستوفر هیچنز اشاره کرد.